# VokalTotal
VokalTotal är ett årligen återkommande offentligt evenemang med oackompanjerad folklig sång i form av konserter, visstugor, dans, kurser, sång- och danslekar, balladdans m m. Idén är att samla sångare som uppträder a cappella cirka fem minuter var och på så sätt skapar en mosaikartad konsert av vitt skilda folkmusikaliska uttryck. Kvällen inleds med visstuga och efter konserten blir det allmän dans till trall av medverkande sångare. Dessutom kan det i anslutning till konsert- och danskvällen arrangeras sångkurser, föredrag etc.
VokalTotal arrangerades första gången 2005 i Göteborg av sångerskan Åsa Grogarn Sol, som inspirerats av en konsert med det då ganska nystartade nationella nätverket för folklig sång. Konsert- och danskvällen samt två sångkurser nästa dag hölls på Folkmusikkaféet Allégården och samlade nästan 100 personer.

## Syfte
- att lyfta fram den rika folkliga sångskatten, främst från Sverige men även från grannländerna, och på sikt från utomnordiska länder
- att främja det oackompanjerade sjungandet, som har varit så viktigt för många människor, och som är ett sätt att uttrycka sig musikaliskt utan att vara beroende av instrument, förstärkning eller ens en scen
- att förmedla kunskaper om den lättillgängliga och användbara folkliga sångtekniken
- att verka för en icke-elitistisk sångkultur där alla kan och alla duger. Det är dags att återta rätten för envar att använda vårt inbyggda instrument
- att sprida idén om sång, och även sånglekar, som ett sätt att umgås

## Medverkande
En lång rad sångare och vokala grupper från när och fjärran har deltagit i VokalTotal under åren 2005 - 2011. Några har återkommit flera gånger. 
Agnes Eriksson, Alf Tangnäs, Alva Skarp, Biörn Landahl, Calle Bergil, Ditte Andersson, DånaMalin, Ebba Jacobsson, Elin Lyth, Eva Åström Rune, Fredrik Wesemeyer, Gjert Magnusson, Golda Wesemeyer, Galder, Ida Malkolmsson, Irmelin, Jan Hammarlund, Katarina Hellgren, Kristina Bengtsson, Kristin Svensson, Leif-Harald Liebendörfer, Louise Wanselius, Maria Misgeld, Mats Nilsson, Mikael Rittri, Monica Olsson, Monica Söderberg, Nina Nu, Ramona Eriksson, Richard Wesemeyer, Scarlets & Blue, Stina Åberg, Styrbords Halsar, Tetra, Ulrika Gunnarsson, Vasanti Nilsson, Vendla, Yttersta Kören och Åsa Grogarn Sol.

## Samarbete
Folkmusikkaféet Allégården har bokat VokalTotal som en ordinarie programpunkt i sitt vårprogram, Nätverket för folklig sång har stöttat med reseersättningar via Eric Sahlström Institutet och såväl Arbetarnas bildningsförbund som SENSUS har bidragit vissa år.

## VokalTotal2012
2012 flyttade VokalTotal till Falun, som en del av en visnätverkshelg 5-6 oktober. Arrangör var FaluFolk musik & dans med sångaren Alf Tangnäs i spetsen.